# Gató
|  | Per a altres significats, vegeu «Gató (desambiguació)». |

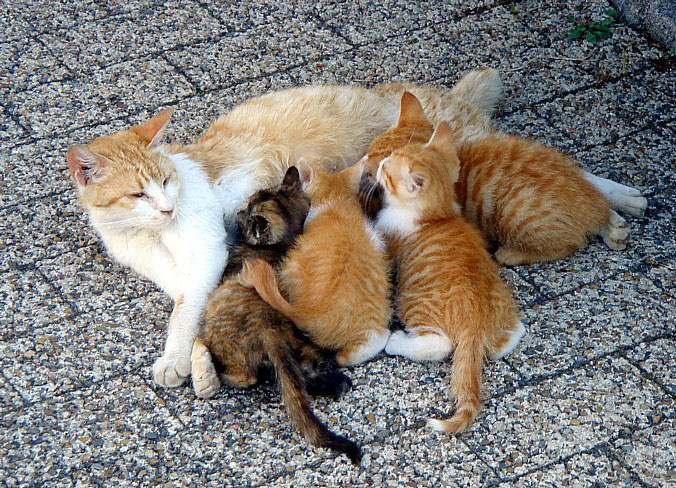
Gatons mamant de la mare

Un gató és un gat jove. Els gatons acabats de néixer depenen de la seva mare per sobreviure i, en general, no obren els ulls fins entre set i deu dies després. A partir de les dues setmanes es desenvolupen ràpidament i comencen a explorar fora del niu. Tres o quatre setmanes més tard, comencen a menjar aliment sòlid i els surten les dents adultes. Els gatons domèstics són animals molt socials que solen apreciar la companyia humana.